# Dolina Rurzycy
Dolina Rurzycy este o arie protejată (sit de importanță comunitară — SCI) din Polonia întinsă pe o suprafață de 1.766,04 ha, integral pe uscat.

## Localizare
Centrul sitului Dolina Rurzycy este situat la coordonatele 53°20′23″N 16°37′48″E / 53.3396°N 16.6301°E.

## Înființare
Situl Dolina Rurzycy a fost declarat sit de importanță comunitară în august 2007 pentru a proteja 2 specii de plante și 6 specii de animale.

## Biodiversitate
Situată în ecoregiunea continentală, aria protejată conține 14 habitate naturale: Turbării active, Mlaștini turboase de tranziție și turbării mișcătoare, Izvoare petrifiante cu formare de travertin (Cratoneurion), Mlaștini alcaline, Păduri de fag Luzulo-Fagetum, Păduri de fag Asperulo-Fagetum, Păduri de stejar sau de stejar și carpen sub-atlantice și medio-europene de Carpinion betuli, Ape puternic oligomezotrofe cu vegetație bentonică cu Chara spp., Lacuri eutrofice naturale cu vegetație de tip Magnopotamion sau Hydrocharition, Cursuri de apă de la nivel de câmpie la nivel montan, cu vegetație Ranunculion fluitantis și Callitricho-Batrachion, Pajiști uscate europene, Mlaștini împădurite, Păduri aluvionare cu Alnus glutinosa și Fraxinus excelsior (Alno-Padion, Alnion incanae, Salicion albae), Păduri central-europene de pin scoțian cu licheni.
La baza desemnării sitului se află mai multe specii protejate:
- plante (2): Hamatocaulis vernicosus, moșișoare (Liparis loeselii)
- amfibieni (1): buhai de baltă cu burta roșie (Bombina bombina)
- mamifere (1): castor (Castor fiber)
- nevertebrate (4): fluturele purpuriu (Lycaena dispar), Unio crassus, Vertigo angustior, Vertigo moulinsiana